# Antennarius indicus
Antennarius indicus är en fiskart som beskrevs av Schultz, 1964. Antennarius indicus ingår i släktet Antennarius och familjen Antennariidae. Inga underarter finns listade i Catalogue of Life.